# Danzig (album)
Pour les articles homonymes, voir Danzig.
Albums de Danzig
Danzig II: Lucifuge
(1990)
Danzig est le premier album de Danzig, sorti en 1988.

## L'album
Pour ce tout premier album, Glenn Danzig (ancien leader des Misfits et de Samhain) montre une nouvelle facette de sa personnalité musicale, avec un heavy metal à l'accent blues très prononcé, qui contraste avec l'horror punk pratiqué à l'époque des Misfits.
Malgré un nombre de vente décevant au moment de sa sortie, l'album allait connaitre un franc succès commercial après 1993.
En effet, à ce moment-là, la sortie de l'EP Thrall - Demonsweatlive, qui contient trois titres inédits, et des morceaux enregistrés en concert, rencontre un succès immense et devient disque de platine. Parmi ces titres enregistré en live, le single Mother, issu du premier album, va alors connaitre une grande exposition médiatique (notamment sur la chaine musicale MTV) qui permettra à ce premier opus, 6 ans après sa sortie, de connaitre un second souffle : il sera certifié disque d'or en 1994, et reste à l'heure actuelle, l'album de Danzig qui s'est le plus vendu.
James Hetfield, chanteur de Metallica a participé à l'enregistrement de cet album en faisant les chœurs sur les titres Twist of Cain, Am I Deamon et Possession . Les membres de Metallica n'ont d'ailleurs jamais caché le fait que Glenn Danzig avait été une influence majeure pour eux (ils ont effectué plusieurs reprises des Misfits durant leur carrière).
Le titre Mother peut être entendu dans les jeux vidéo Grand Theft Auto: San Andreas, True Crime: New York City, Guitar Hero II et FEAR 3 (générique de fin); Ainsi que dans le film Very Bad Trip 3.

## Liste des chansons
Toutes les chansons sont écrites et composées par Glenn Danzig, sauf indication contraire.
| 1. | Twist of Cain     |  | 4:18 |
| 2. | Not of This World |  | 3:42 |
| 3. | She Rides         |  | 5:10 |
| 4. | Soul on Fire      |  | 4:36 |
| 5. | Am I Demon        |  | 4:57 |

| 6.  | Mother      |             | 3:24 |
| 7.  | Possession  |             | 3:56 |
| 8.  | End of Time |             | 4:02 |
| 9.  | The Hunter  | Albert King | 3:31 |
| 10. | Evil Thing  |             | 3:16 |

## Membres du groupe pour l'enregistrement
- Glenn Danzig - Voix
- Eerie Von - Basse
- John Christ - Guitare
- Chuck Biscuits - Batterie
- James Hetfield - Chœur (il ne fut cependant pas crédité en raison de son engagement chez Elektra Records)